# 沼部町
沼部町（ぬまべまち）は、福島県いわき市にある大字である。郵便番号は979-0154。

## 地理
いわき市南部の勿来地区に属する。北で山田町、東で富津町、南東で錦町、南で三沢町、西で川部町とそれぞれ隣接する。概ね市町村制以前の菊多郡沼部村の流れを汲む地域である。二級水系鮫川中流右岸部と左岸部の平地の一部を範囲とする。平地には水田が広がり、町域南部を東西に貫く福島県道71号に沿い集落が位置する。植田町内に所在するいわき南警察署及び錦町に所在する勿来消防署がそれぞれ管轄にあたる。

### 河川
- 鮫川
  - 四時川

### 主な字
字
複数の字を持つが、地名の表記に「字」の文字は使用されない。
- 鹿野
- 八幡前
- 金山

- 金山下
- 宿
- 鳴沢

- 道中子
- 石畑
- 蛭坪

## 歴史
- 1879年1月27日 - 泉藩領沼部村が福島県内における郡区町村制の施行により菊多郡の村となる[4]。
- 1889年4月1日 - 町村制の施行により沼部村が小川村、瀬戸村、山玉村、三沢村と合併し、菊多郡川部村が新たに発足する。り、旧沼部村域は川部村の大字となる[4]。
- 1896年4月1日 - 菊多郡と周辺郡との合併により石城郡が発足し、石城郡川部村となる[4]。
- 1955年4月29日 - 川部村が勿来町、山田村、植田町、錦町と合併、勿来市が新たに発足し、勿来市の大字となる[4]。
- 1966年10月1日 - 勿来市が平市・常磐市・内郷市・磐城市、石城郡小川町・遠野町・四倉町・川前村・田人村・好間村・三和村、双葉郡久之浜町・大久村と合併しいわき市となり、いわき市勿来地区の大字となる[4]。

## 世帯数と人口
2023年10月31日現在の世帯数と人口は以下の通りである。
| 大字   | 世帯数  | 人口  |
| ------ | ------- | ----- |
| 沼部町 | 134世帯 | 315人 |

## 小・中学校の学区
市立小・中学校に通う場合、学区は以下の通りとなる。
| 番地 | 小学校               | 中学校               |
| ---- | -------------------- | -------------------- |
| 全域 | いわき市立川部小学校 | いわき市立川部中学校 |

## 交通

### 道路
- 常磐自動車道
  - 鮫川橋
- 福島県道71号勿来浅川線
- 福島県道105号旅人勿来線

## 施設
- 普賢寺
- 北野神社